# Türkheim

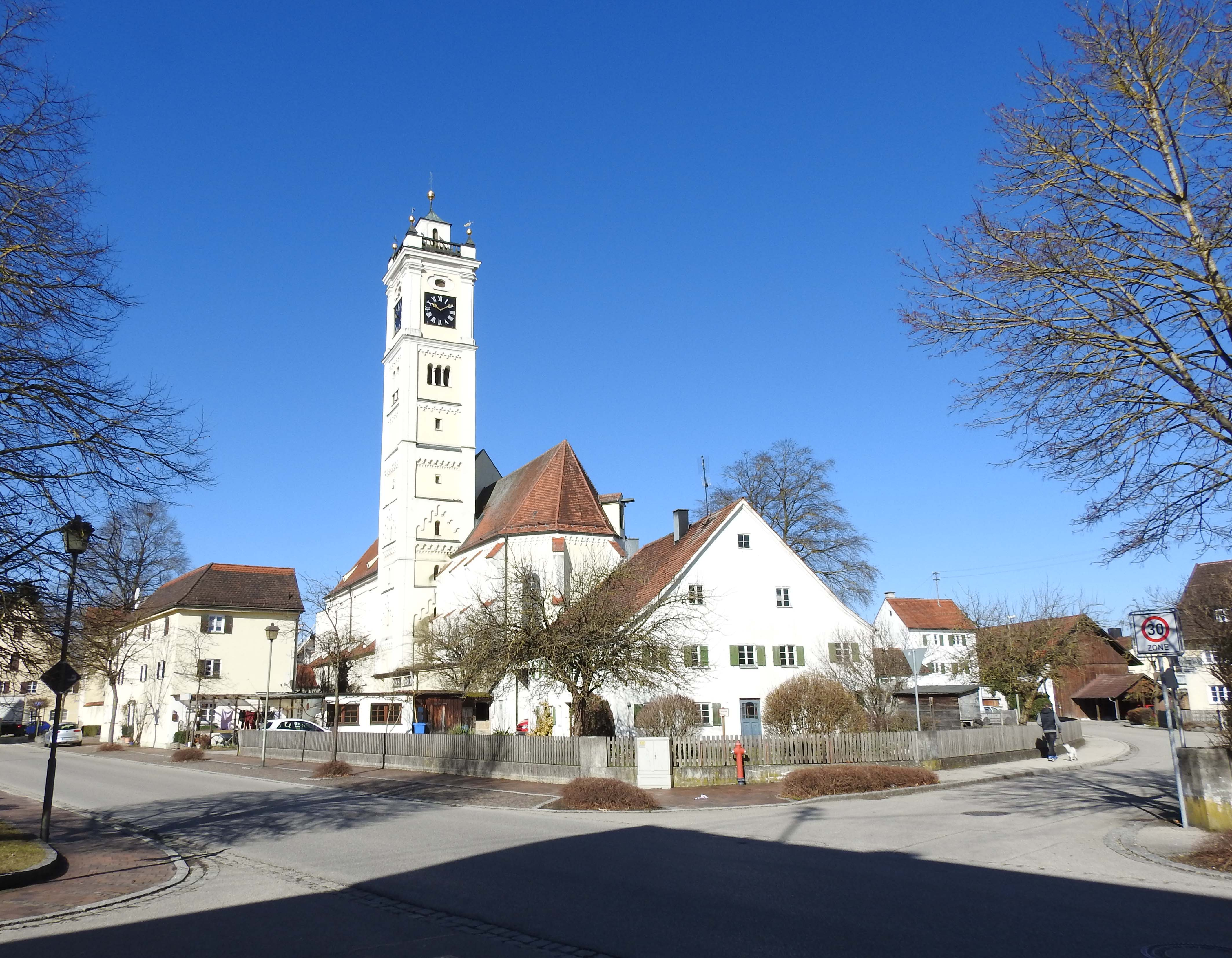
Pfarrkirche und ehemaliges Waaghaus in Türkheim

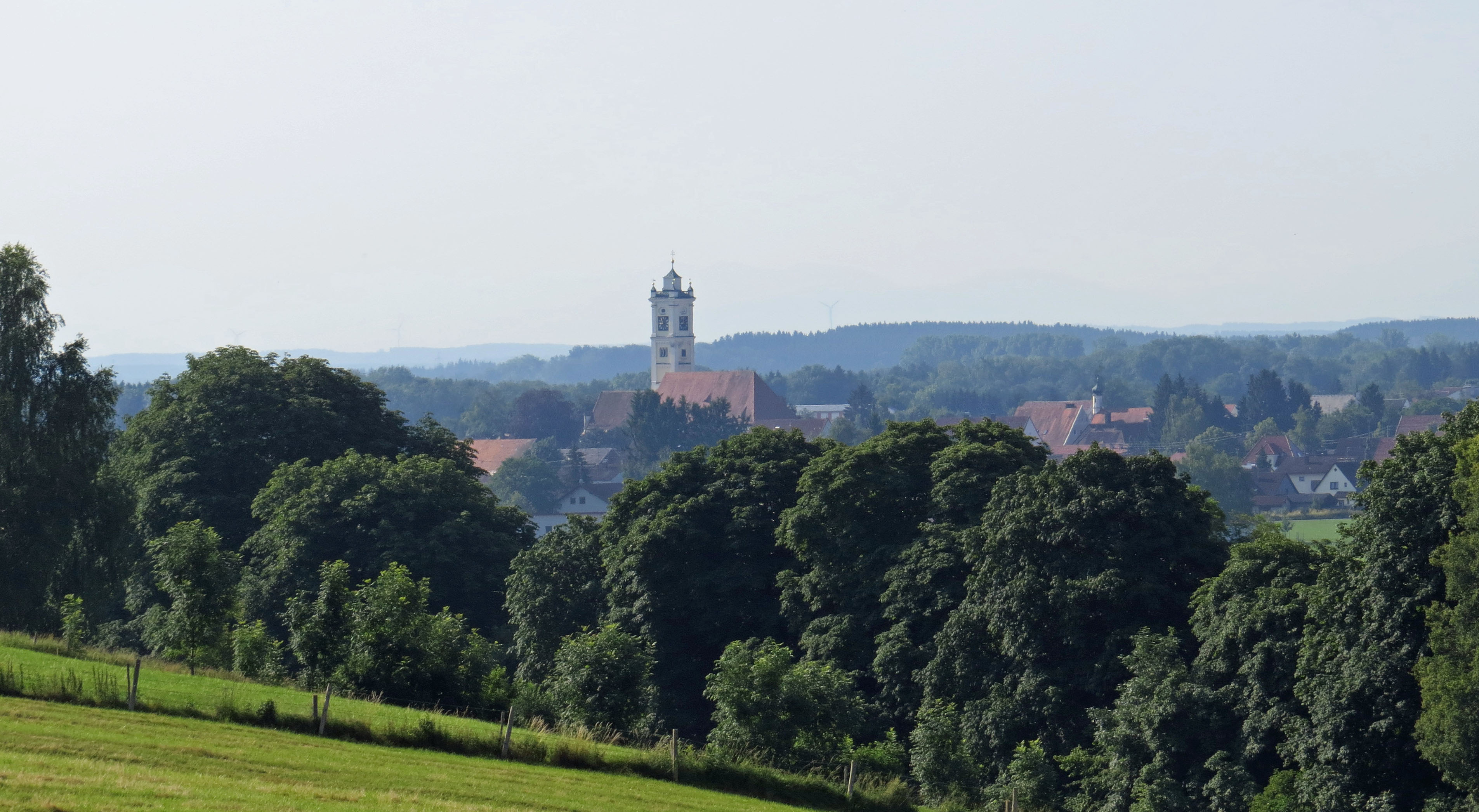
Türkheim von Nordwesten

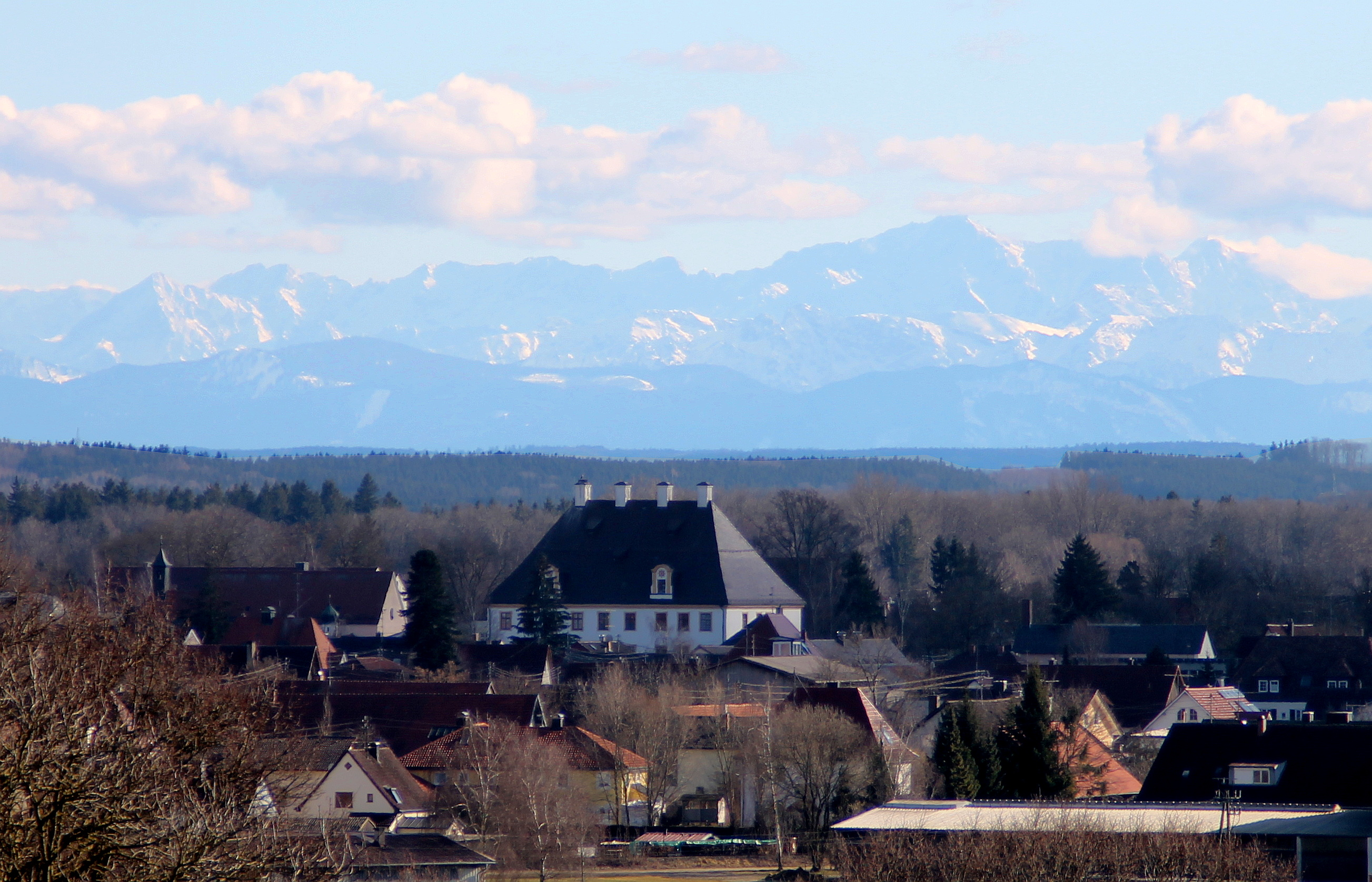
Panorama mit Zugspitze

Türkheim (schwäbisch Dürka) ist ein Markt im schwäbischen Landkreis Unterallgäu und der Sitz der Verwaltungsgemeinschaft Türkheim. Mit 7486 Einwohnern (Stand: 30. Juni 2023) ist es die viertgrößte Gemeinde im Landkreis Unterallgäu. An der Südspitze des Naturparks Augsburg-Westliche Wälder gelegen, markiert Türkheim die landschaftliche Grenze von Augsburg-Schwaben zu Mittelschwaben.

## Geographie

### Lage
Türkheim liegt landschaftlich mitten in Mittelschwaben, politisch im südöstlichen Rand der mittelschwäbischen Region Donau-Iller. Die größte Ausdehnung von Nord nach Süd beträgt 9,1, von West nach Ost 7,1 Kilometer. Die Wertach fließt durch Türkheim und kann über die Wertachbrücke überquert werden. Weiter oberhalb überqueren die Bahnstrecke Buchloe – Memmingen und die Autobahn Lindau – München die Wertach.

### Gemeindegliederung
Das Gemeindegebiet besteht aus den Gemarkungen Türkheim und Irsingen.
Es gibt 7 Gemeindeteile (in Klammern ist der Siedlungstyp angegeben):
- Berg (Dorf)
- Irsingen (Pfarrdorf)
- Ludwigsberg (Weiler)
- Schönbrunn (Einöde)
- Türkheim (Hauptort)
- Türkheim Bahnhof (Dorf)
- Unterirsingen (Zollhaus) (Weiler)

Daneben gibt es die nicht amtlich benannten Orte:
- Einödhof
- Kronenkeller
- Webermühle
- Waldsiedlung
- Waltermühle
- Wilhelmshöhe

### Nachbargemeinden
Die westlich von Türkheim gelegene Gemeinde Rammingen mit ihren Gemeindeteilen Ober- und Unterrammingen gehört genauso wie die östlich von Türkheim gelegenen Gemeinden Amberg und Wiedergeltingen zur Verwaltungsgemeinschaft Türkheim. Eigenständige Nachbargemeinden sind im Norden Ettringen, im Nordwesten der Markt Tussenhausen und im Süden die Kurstadt Bad Wörishofen. Nordöstlich von Türkheim gibt es über einige Kilometer keine Ansiedlung; die dortige Großrundfunk-Sendestelle Wertachtal wurde 1972 an der Stelle der Einöde Pisterhof gebaut.

## Geschichte

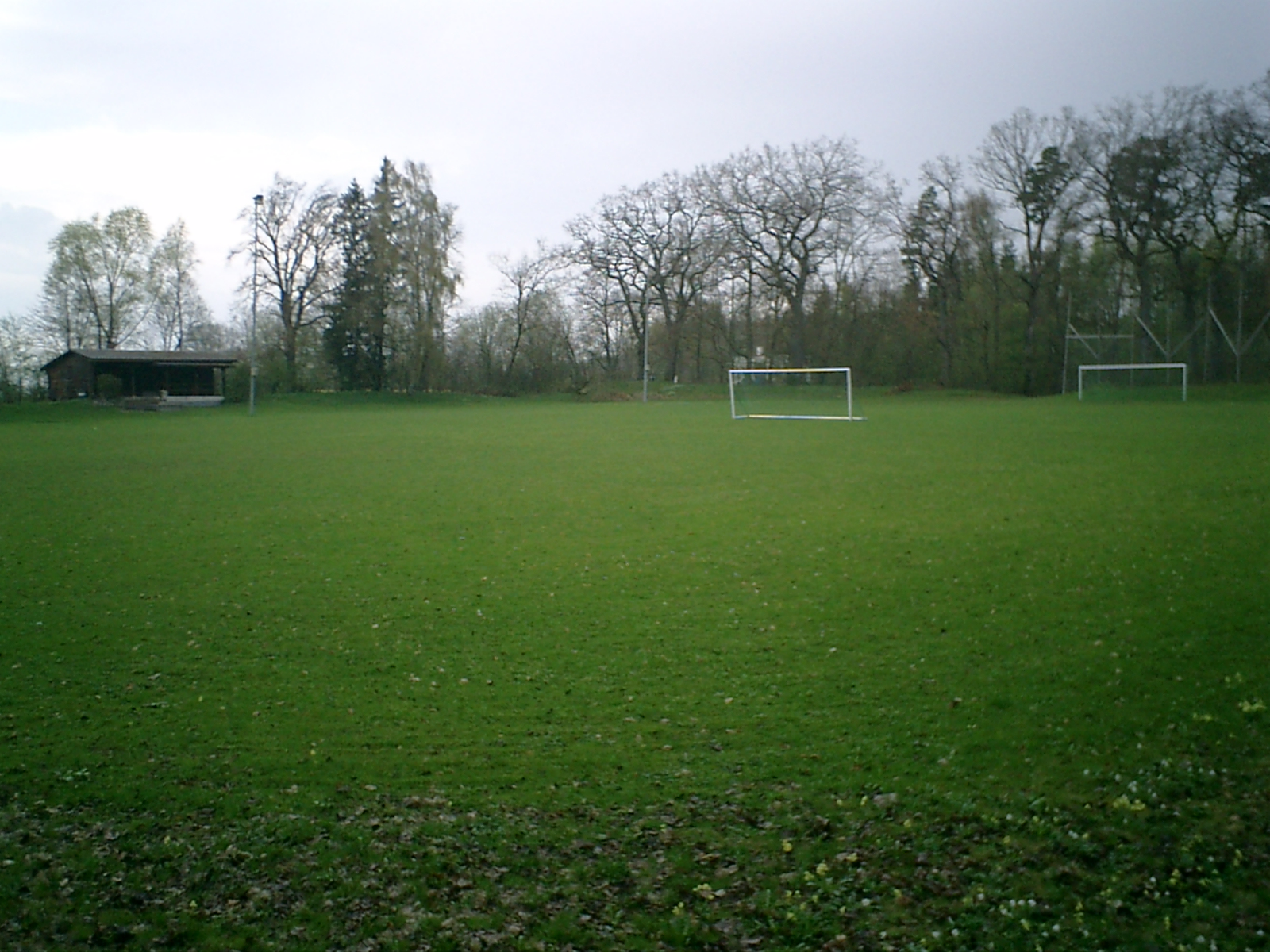
Die ehemalige Römerschanze im Norden

### Vorgeschichte
Die Geschichte Türkheims kann man bis in die frühe Mittelsteinzeit zurückverfolgen. Damals durchstreiften Jäger und Sammler dieses Gebiet. Die ersten Siedler ließen sich dort in der Jungsteinzeit nieder. Sie lebten von Ackerbau und Viehzucht. In der Bronzezeit gab es eine Siedlung nördlich von Türkheim auf dem Goldberg.
Um 500 v. Chr. drangen die Kelten in das Türkheimer Gebiet vor. Sie errichteten eine Wallanlage (Römerschanze bzw. Keltenschanze) auf dem Haldenberg, die wahrscheinlich religiösen Zwecken diente. Im Jahre 15 v. Chr. eroberten die Römer die gesamte Gegend, sie wurde zur Provinz Raetien mit der Hauptstadt Augusta Vindelicorum (Augsburg). Ihre Hauptstraße, die von Augsburg nach Kempten führte, verläuft noch heute durch Türkheim. Im 4. Jahrhundert errichteten die Römer eine Befestigungsanlage auf dem Goldberg und gaben ihr den Namen Rostrum Nemaviae.
Die Römer wurden nach fast fünf Jahrhunderten von den Alamannen bezwungen, die immer stärker Einzug in das Gebiet hielten. Die ersten alamannischen Familien siedelten sich nachweisbar um 500 n. Chr. in Ettringen und Irsingen an. Im 5. Jahrhundert kam es zu einer Schlacht zwischen den fränkischen Merowingern und den Alamannen, aus der die Merowinger siegreich hervorgingen. Um dies zu besiegeln, siedelten sie einen wohl zwangsverschleppten thüringischen Familienverband in Türkheim an. Die Entwicklung des Ortsnamens von Durinc-heim zu Türkheim lässt sich anhand von historischen Quellen
nachweisen. Die erste urkundliche Erwähnung Türkheims, anlässlich einer welfischen Schenkung an das Kloster Weingarten, stammt aus dem Jahr 1090. Der von den autochthonen Bewohnern des Dorfes verwendete Name für das Dorf ist „Dürka“.

### Das Dorf bis zum Übergang an Bayern
Im frühen Mittelalter entstand die Herrschaft Schwabegg, zu der auch Türkheim gehörte. Die Welfen verkauften diese Herrschaft an die Waaler, die Herren von Riedheim, die Augsburger Gossenbrod und Paumgartner, die Herren von Knöringen, die Grafen von Rechberg, die Füllen von Windach und an die Fürsten von Hohenzollern.
Das Patronatsrecht und den Zehent der Türkheimer Kirche hatten schon 1226 die regulierten Kanoniker vom Heiligen Grab in Denkendorf. Nach der Reformation, mit der das Kloster Denkendorf evangelisch wurde, verkaufte Denkendorf im Juli 1560 den Türkheimer Zehnt an den Augsburger Bürger Hieronymus Kraft. Dieser veräußerte ihn wohl Anfang 1561 an den bayerischen Herzog Albrecht V. Auch das Präsentationsrecht ging an das bayerische Herrschaftshaus über.

### Der Markt vom 17. bis zum 19. Jahrhundert
Im Jahre 1666 löste Kurfürst Ferdinand Maria die verpfändete Herrschaft Schwabegg von den Hohenzollern aus und übergab sie, als väterliches Erbe, seinem Bruder, Herzog Maximilian Philipp. Als der Kurfürst 1679 starb und sein Sohn Max Emanuel noch nicht volljährig war, wurde Maximilian Philipp bis 1680 Administrator von Bayern. Danach zog er sich nach Türkheim zurück mit einer standesgemäßen Hofhaltung. Er holte die Kapuziner nach Türkheim und erhob am 7. Oktober 1700 das Dorf zum Markt.
Seine Gemahlin Mauritia Febronia stiftete ein Spital. Die herzogliche Hofhaltung zog Kunsthandwerker an. Die Türkheimer Schreiner-, Maler- und Bildhauerwerkstätten lieferten Kirchenausstattungen bis in die Schweiz. Zu ihren bedeutendsten Vertretern gehörten die Bergmüller und Hegenauer, Martin Beichel und Ignaz Hillenbrand.
Der Säkularisation fielen in Türkheim die Benno- und die Leonhardkapelle zum Opfer. Aufgrund eines Erlasses König Ludwigs I. konnte das Kapuzinerkloster weiter bestehen. Türkheim hatte als Gerichtsort (Oberes und Unteres Gericht) eine hohe Zentralität, vornehmlich Orte im Flossachtal und in den südlichen Stauden gehörten zum Einzugsgebiet. Im Zuge der Verwaltungsreformen im Königreich Bayern entstand mit dem Gemeindeedikt von 1818 die heutige Gemeinde.
Die Dominikanerinnen aus Bad Wörishofen errichteten 1859 in Türkheim eine Filiale, die die Mädchenschule des Ortes übernahm. Ihr Beichtvater Pfarrer Kneipp kam jede Woche einmal ins Türkheimer Kloster. Um die freiwerdende Pfarrstelle in Türkheim bewarb er sich jedoch nicht. Gedenktafeln in der Pfarrkirche erinnern daran, dass auch Türkheimer im Russlandfeldzug Napoleons und im Deutsch-Französischen Krieg 1870/71 fielen.

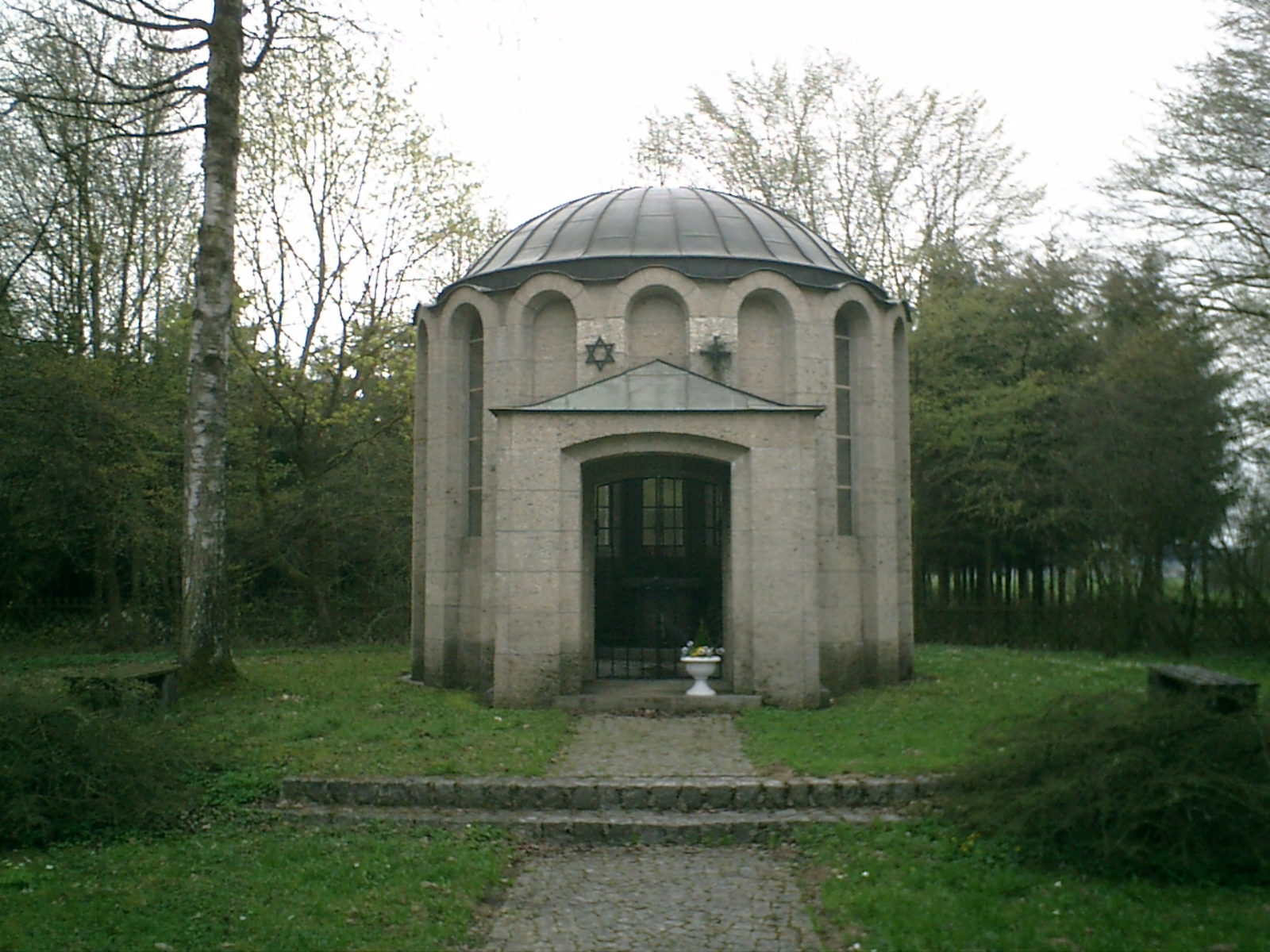
KZ-Mahnmal, Inschrift:
Frommer Sühne sei dies Mal geweiht.
Dass neu wir wandeln in Gerechtigkeit.

### Der Markt vom 20. Jahrhundert bis zur Gegenwart
Im Jahre 1908 wurde die Staudenbahn von Türkheim-Bahnhof bis Ettringen eröffnet, die 1912 bis Gessertshausen verlängert wurde. 1917 erwarb Jakob Sigle eine Holzschleiferei an der Wertach und baute sie zur Salamanderschuhfabrik aus.
Aus dem Ersten Weltkrieg kamen 82 Soldaten nicht mehr zurück, im Zweiten Weltkrieg fielen 107 Türkheimer, 99 blieben vermisst.
Im Herbst 1944 begann die Organisation Todt in der Nähe des Oberen Bahnhofs (heute Türkheim-Bahnhof) Häuser und das Außenlager Kaufering VI – Türkheim des KZ Dachau für 2.000 Häftlinge zu errichten, das aus einem Frauen- und einem Männerlager bestand. Die Häftlinge mussten unter elenden Bedingungen Zwangsarbeit zur unterirdischen Rüstungsproduktion verrichten, wobei hunderte zugrunde gingen. Eine Gedenkkapelle erinnert daran. Am 27. April 1945 rückten amerikanische Truppen in Türkheim ein.
Der bekannteste Häftling war Viktor Frankl, der aus dem Konzentrationslager Auschwitz nach Türkheim verlegt wurde. Nach ihm wurde die Dr.-Viktor-Frankl-Straße benannt. Sie führt zu einem kleinen Friedhof, der an die Opfer erinnert.
Nach dem Zweiten Weltkrieg verlor Türkheim einige öffentliche Einrichtungen: 1960 die Polizeistelle, 1969 das Amtsgericht Türkheim und die Landwirtschaftliche Schule, 1977 das Dominikanerkloster, 1983 das Krankenhaus (heute ein Altenheim); 1987 wurde der Personenverkehr auf der Staudenbahn eingestellt. Hart getroffen wurde die Gemeinde durch die wirtschaftlichen Probleme ihrer beiden größten Unternehmen Salamander und Schneider. Salamander wurde aufgeteilt und existiert weiterhin, während Schneider nach mehreren Anläufen, die insolvente Firma zu retten, 2005 endgültig geschlossen wurde.
Im Gegenzug wurde in Bildung und Infrastruktur investiert: 1972 wurde ein neues Gymnasium gebaut. Die Hauptschule bietet den M-Zug an, der es ermöglicht, die Mittlere Reife abzulegen. Bereits in den 1960er Jahren wurde auf Türkheimer Flur die Bundesstraße 18 als kreuzungsfreie Kraftfahrzeugstraße gebaut, die allerdings dem heutigen Verkehrsumfang nicht mehr genügt. Bis 2002 wurde dieses Teilstück zur Autobahn ausgebaut. Seit dem Vollausbau der A 96 2009 ist nicht nur die Landeshauptstadt München, sondern sind auch Memmingen und Lindau durchgehend vierspurig zu erreichen.
Im Jahre 2003 wurde das zweite Teilstück der Umgehungsstraße fertiggestellt und damit der Ortskern vom Durchgangsverkehr befreit. Seitdem werden die Hauptstraße und einige Nebenstraßen in mehreren Etappen umgestaltet und verschönert.

### Eingemeindungen
Im Zuge der Gebietsreform in Bayern wurde am 1. Mai 1978 die Gemeinde Irsingen eingegliedert.

### Einwohnerentwicklung
Zwischen 1988 und 2008 wuchs Türkheim um 1411 Einwohner bzw. um ca. 27 %. Ein verstärktes Wachstum zeigt sich seit 2014. Zwischen 1988 und 2018 wuchs der Markt von 5256 auf 7290 um 2034 Einwohner bzw. um 38,7 %.
|           | Einwohnerzahlen von Türkheim mit Gemeindeteil Irsingen | Einwohnerzahlen von Türkheim mit Gemeindeteil Irsingen | Einwohnerzahlen von Türkheim mit Gemeindeteil Irsingen | Einwohnerzahlen von Türkheim mit Gemeindeteil Irsingen | Einwohnerzahlen von Türkheim mit Gemeindeteil Irsingen | Einwohnerzahlen von Türkheim mit Gemeindeteil Irsingen | Einwohnerzahlen von Türkheim mit Gemeindeteil Irsingen | Einwohnerzahlen von Türkheim mit Gemeindeteil Irsingen | Einwohnerzahlen von Türkheim mit Gemeindeteil Irsingen | Einwohnerzahlen von Türkheim mit Gemeindeteil Irsingen | Einwohnerzahlen von Türkheim mit Gemeindeteil Irsingen | Einwohnerzahlen von Türkheim mit Gemeindeteil Irsingen | Einwohnerzahlen von Türkheim mit Gemeindeteil Irsingen | Einwohnerzahlen von Türkheim mit Gemeindeteil Irsingen | Einwohnerzahlen von Türkheim mit Gemeindeteil Irsingen | Einwohnerzahlen von Türkheim mit Gemeindeteil Irsingen | Einwohnerzahlen von Türkheim mit Gemeindeteil Irsingen | Einwohnerzahlen von Türkheim mit Gemeindeteil Irsingen | Einwohnerzahlen von Türkheim mit Gemeindeteil Irsingen |
| --------- | ------------------------------------------------------ | ------------------------------------------------------ | ------------------------------------------------------ | ------------------------------------------------------ | ------------------------------------------------------ | ------------------------------------------------------ | ------------------------------------------------------ | ------------------------------------------------------ | ------------------------------------------------------ | ------------------------------------------------------ | ------------------------------------------------------ | ------------------------------------------------------ | ------------------------------------------------------ | ------------------------------------------------------ | ------------------------------------------------------ | ------------------------------------------------------ | ------------------------------------------------------ | ------------------------------------------------------ | ------------------------------------------------------ |
| Jahr      | 1665                                                   | 1682                                                   | 1700                                                   | 1840                                                   | 1871                                                   | 1900                                                   | 1925                                                   | 1939                                                   | 1950                                                   | 1961                                                   | 1970                                                   | 1987                                                   | 1990                                                   | 1995                                                   | 2000                                                   | 2005                                                   | 2010                                                   | 2015                                                   | 2016                                                   |
| Einwohner | 450                                                    | 602                                                    | 800                                                    | 1493                                                   | 1766                                                   | 2159                                                   | 2574                                                   | 2981                                                   | 4435                                                   | 4647                                                   | 5182                                                   | 5236                                                   | 5368                                                   | 6153                                                   | 6551                                                   | 6642                                                   | 6659                                                   | 6963                                                   | 7060                                                   |

Anmerkung: 1700 war das Jahr der Erhebung zum Markt.

### Geschichte der anderen Gemeindeteile

#### Berg
Berg dürfte um 1000 n. Chr. von Ettringen aus besiedelt worden sein. Wo heute die Kapelle steht, war im Mittelalter wohl die Burg eines Geschlechts des niederen Adels. Welf IV. schenkte Berg dem Kloster Weingarten, das es bis 1533 an verschiedene Herren als Lehen vergab. Der bedeutendste Besitzer danach war die St.-Jakobs-Pfründe in Augsburg. Damals hatte der Weiler sieben Anwesen. In der Zeit des Herzogs Maximilian Philipp kam Berg nach Türkheim.

#### Irsingen
Irsingen wurde erstmals im Jahre 1084 erwähnt. Der Ort wurde 1818 politische Gemeinde und am 1. Mai 1978 in den Markt Türkheim eingegliedert. Früher nahezu ganz auf Landwirtschaft ausgerichtet, findet Irsingen auch zunehmend als ländlicher Wohnort Gefallen. Heute zählt Irsingen etwa 730 Einwohner und verfügt über ein eigenes Vereinsleben. Bekannt ist die Blaskapelle des Musikvereins, der auch über eine Jugendkapelle verfügt. Am 3. Oktober 1998 wurde das vom Jugend- und Brauchtumsverein in Eigenleistung erbaute Jugendzentrum Irsingen (besser bekannt unter dem Namen Juze Freiheit oder Juze) eingeweiht.

## Politik

### Gemeinderat und Bürgermeister
Der Gemeinderat hat 20 Mitglieder. Die Wahl am 15. März 2020 hatte folgendes Ergebnis:
- CSU: 5 Sitze, (24,5 %)
- FW: 5 Sitze, (24,0 %)
- Wählervereinigung Türkheim: 4 Sitze (19,3 %)
- SPD: 3 Sitze, (16,6 %)
- Die Grünen: 3 Sitze, (15,5 %).

Gegenüber der Wahl von 2014 verloren die CSU und die SPD jeweils zwei Mandate und die Freien Wähler ein Mandat. Vier Sitze davon gingen an die Wählervereinigung Türkheim, die in der Amtszeit 2014 bis 2020 nicht vertreten war, einen Sitz gewannen die Grünen dazu.

### Bürgermeister
Erster Bürgermeister ist seit 12. September 2016 Christian Kähler (parteilos), Zweiter Bürgermeister ist Franz Haugg (FW) und Dritte Bürgermeisterin Gudrun Kissinger-Schneider (Grüne).
| Liste der Bürgermeister von Türkheim | Liste der Bürgermeister von Türkheim | Liste der Bürgermeister von Türkheim | Liste der Bürgermeister von Türkheim | Liste der Bürgermeister von Türkheim | Liste der Bürgermeister von Türkheim | Liste der Bürgermeister von Türkheim | Liste der Bürgermeister von Türkheim |
| ------------------------------------ | ------------------------------------ | ------------------------------------ | ------------------------------------ | ------------------------------------ | ------------------------------------ | ------------------------------------ | ------------------------------------ |
| 1. Bürgermeister                     | 1. Bürgermeister                     |                                      | 2. Bürgermeister (seit 1919)         | 2. Bürgermeister (seit 1919)         |                                      | 3. Bürgermeister (seit 1990)         | 3. Bürgermeister (seit 1990)         |
| Adorno                               | 1851–1861                            | Wendelin Hensler                     | 1919–1925                            |                                      |                                      |                                      |                                      |
| Högg                                 | 1862–1876                            | Stephan Singer                       | 1925–1933                            |                                      |                                      |                                      |                                      |
| Löcherer                             | 1877–1879                            | Josef Zwick *                        | 1933–1945                            |                                      |                                      |                                      |                                      |
| Wiedemann                            | 1879–1881                            | Benedikt Wech                        | 1945–1946                            |                                      |                                      |                                      |                                      |
| Vögele                               | 1882–1893                            | Josef Weber                          | 1946–1952                            |                                      |                                      |                                      |                                      |
| Johann Kratzer                       | 1893–1902                            | Josef Zacher sen.                    | 1952–1956                            |                                      |                                      |                                      |                                      |
| Josef Wiedemann                      | 1902–1935                            | Ludwig Waldmann                      | 1956–1972                            |                                      |                                      |                                      |                                      |
| Josef Wiedemann (Neffe)              | 1935–1945                            | Wendelin Hailer                      | 1972–1975                            |                                      |                                      |                                      |                                      |
| Josef Zwick *                        | 1942–1945                            | Karl Waldmann                        | 1975–1978                            |                                      |                                      |                                      |                                      |
| Stefan Singer                        | 1945–1964                            | Margarete Axmann                     | 1978–1990                            |                                      |                                      |                                      |                                      |
| Josef Zacher                         | 1964–1974                            | Anton Steinert                       | 1990–1996                            |                                      |                                      |                                      |                                      |
| Wendelin Hailer                      | 1975–1982                            | Roswitha Siegert                     | 1996–2002                            | Johann Bleyer                        | 1990–2002                            |                                      |                                      |
| Anton Schäffler (SPD)                | 1982–1992                            | Peter Senner (FW)                    | 2002–2008                            | Irmgard Schäffler (SPD)              | 2002–2008                            |                                      |                                      |
| Silverius Bihler (CSU)               | 1992–2010                            | Irmgard Schäffler (SPD)              | 2008–2012                            | Otto Rinninger (FW)                  | 2008–2014                            |                                      |                                      |
| Sebastian Seemüller (CSU)            | 2010–2016                            | Walter Fritsch (SPD)                 | 2012– ?                              | Josef Vogel (FW)                     | 2014– ?                              |                                      |                                      |
| Christian Kähler (parteilos)         | seit 2016                            |                                      |                                      |                                      |                                      |                                      |                                      |

| Bürgermeister von Irsingen | Bürgermeister von Irsingen |
| -------------------------- | -------------------------- |
| Johann Guggenmoos          | 1875–1906                  |
| Johann Müller              | 1906–1919                  |
| Joseph Lofner              | 1920–1945                  |
| Joseph Kämmerle            | 1945–1948                  |
| Anselm Lofner              | 1948–1976                  |
| Albert Prestele            | 1976–1978                  |

### Wahlergebnisse vergangener Wahlen
Seit dem Zweiten Weltkrieg wurden in Türkheim folgende Wahlergebnisse erzielt:
| Landtagswahl | 1946   | 1950   | 1954   | 1958   | 1962   | 1966   | 1970   | 1974   | 1978   | 1982   | 1986   | 1990   | 1994   | 1998   | 2003   | 2008   | 2013   | 2018   |
| CSU          | 72,8 % | 29,8 % | 36,1 % | 45,3 % | 45,7 % | 50,1 % | 60,1 % | 69,9 % | 65,6 % | 62,6 % | 61,0 % | 54,7 % | 53,2 % | 48,6 % | 61,1 % | 44,8 % | 52,9 % | 37,1 % |
| SPD          | 13,3 % | 19,1 % | 26,2 % | 25,1 % | 30,4 % | 35,2 % | 32,4 % | 23,8 % | 28,2 % | 25,6 % | 24,0 % | 23,1 % | 26,4 % | 23,6 % | 20,0 % | 15,0 % | 14,1 % | 7,1 %  |
| FDP          | 2,8 %  | 4,0 %  | 3,0 %  | 2,1 %  | 3,3 %  | 2,8 %  | 3,0 %  | 3,1 %  | 3,0 %  | 2,6 %  | 3,0 %  | 4,6 %  | 1,8 %  | 1,0 %  | 1,6 %  | 7,4 %  | 3,5 %  | 6,6 %  |
| GRÜNE        |        |        |        |        |        |        |        |        |        | 5,1 %  | 5,9 %  | 5,5 %  | 4,9 %  | 3,4 %  | 4,2 %  | 5,7 %  | 6,7 %  | 16,7 % |
| FW           |        |        |        |        |        |        |        |        |        |        |        |        |        | 14,2 % | 7,4 %  | 16,5 % | 10,1 % | 11,0 % |
| BP           |        | 20,5 % | 16,6 % |        |        |        |        |        |        |        |        |        |        |        |        |        |        |        |
| FU+BP        |        |        |        | 9,6 %  | 3,4 %  |        |        |        |        |        |        |        |        |        |        |        |        |        |
| BHE          |        | 21,4 % | 16,3 % | 16,7 % | 15,2 % |        |        |        |        |        |        |        |        |        |        |        |        |        |
| WAF          | 8,4 %  |        |        |        |        |        |        |        |        |        |        |        |        |        |        |        |        |        |
| NPD/REP      |        |        |        |        | NPD    | 7,4 %  | 3,2 %  |        |        |        | REP    | 6,0 %  | 4,5 %  |        |        |        |        |        |
| AfD          | –      | –      | –      | –      | –      | –      | –      | –      | –      | –      | –      | –      | –      | –      | –      | –      | –      | 12,8 % |
| Sonstige     | 2,7 %  | 5,2 %  | 1,8 %  | 1,2 %  | 2,0 %  | 4,5 %  | 1,3 %  | 3,2 %  | 3,2 %  | 4,1 %  | 6,1 %  | 6,1 %  | 9,1 %  | 9,2 %  | 5,7 %  | 10,6 % | 12,8 % | 8,8 %  |

| Bundestagswahl | 1949   | 1953   | 1957   | 1961   | 1965   | 1969   | 1972   | 1976   | 1980   | 1983   | 1987   | 1990   | 1994   | 1998   | 2002   | 2005   | 2009   | 2013   | 2017    | 2021   |
| CSU            | 38,4 % | 47,0 % | 56,4 % | 51,8 % | 56,5 % | 57,5 % | 63,2 % | 68,7 % | 65,3 % | 68,8 % | 61,9 % | 54,7 % | 53,1 % | 50,9 % | 63,6 % | 54,9 % | 40,1 % | 53,9 % | 39,46 % | 29,3 % |
| SPD            | 19,3 % | 21,1 % | 22,9 % | 29,4 % | 35,1 % | 32,7 % | 30,4 % | 26,2 % | 26,3 % | 21,9 % | 22,4 % | 25,0 % | 26,8 % | 31,2 % | 23,1 % | 19,9 % | 14,0 % | 16,1 % | 12,96 % | 16,8 % |
| FDP            | 7,2 %  | 2,2 %  | 3,1 %  | 5,2 %  | 4,5 %  | 3,3 %  | 3,5 %  | 3,4 %  | 6,1 %  | 4,4 %  | 6,2 %  | 6,9 %  | 5,9 %  | 5,3 %  | 4,9 %  | 10,3 % | 20,5 % | 4,5 %  | 11,86 % | 10,9 % |
| GRÜNE          |        |        |        |        |        |        |        |        | 1,2 %  | 3,6 %  | 6,5 %  | 3,6 %  | 5,4 %  | 3,9 %  | 5,1 %  | 6,3 %  | 8,7 %  | 6,8 %  | 8,07 %  | 10,2 % |
| LINKE          |        |        |        |        |        |        |        |        |        |        |        | 0,1 %  | 0,5 %  | 0,7 %  | 0,5 %  | 2,9 %  | 6,0 %  | 2,9 %  | 4,82 %  |        |
| BP             | 22,1 % | 10,8 % |        |        |        |        |        |        |        |        |        |        |        |        |        |        |        |        |         |        |
| FU+BP          |        |        | 3,6 %  |        |        |        |        |        |        |        |        |        |        |        |        |        |        |        |         |        |
| BHE            |        | 15,2 % | 12,2 % | 6,8 %  |        |        |        |        |        |        |        |        |        |        |        |        |        |        |         |        |
| WAF            | 11,1 % |        |        |        |        |        |        |        |        |        |        |        |        |        |        |        |        |        |         |        |
| AfD            |        |        |        |        |        |        |        |        |        |        |        |        |        |        |        |        |        |        | 14,69 % | 11,1 % |
| NPD/REP        |        |        |        | NPD    | 2,0 %  | 4,9 %  | 2,7 %  |        |        |        | REP    | 4,8 %  |        |        |        |        |        |        |         |        |
| Sonstige       | 1,9 %  | 3,7 %  | 1,8 %  | 6,8 %  | 1,9 %  | 1,6 %  | 0,2 %  | 1,7 %  | 1,1 %  | 1,3 %  | 3,0 %  | 5,0 %  | 8,8 %  | 8,7 %  | 3,3 %  | 5,7 %  | 10,6 % | 15,9 % | 8,14 %  | 21,7 % |

Europawahlen werden erst seit 1979 durchgeführt. Hier folgen die Ergebnisse seit 1984:
| Europawahl | 1984   | 1989   | 1994   | 1999   | 2004   | 2009   | 2014   | 2019   |
| CSU        | 59,4 % | 49,4 % | 46,2 % | 68,4 % | 62,4 % | 47,2 % | 40,9 % | 40,4 % |
| SPD        | 23,2 % | 20,5 % | 21,1 % | 19,2 % | 12,7 % | 10,5 % | 15,9 % | 6,6 %  |
| FDP        | 3,3 %  | 2,2 %  | 4,1 %  | 1,1 %  | 4,0 %  | 11,6 % | 3,1 %  | 7,6 %  |
| GRÜNE      | 6,2 %  | 7,7 %  | 6,5 %  | 3,5 %  | 7,0 %  | 8,2 %  | 10,1 % | 16,6 % |
| AfD        |        |        |        |        |        |        |        | 10,3 % |
| Sonstige   | 7,9 %  | 20,9 % | 22,5 % | 8,5 %  | 16,1 % | 23,0 % | 21,3 % | 27,1 % |

### Wappen
Das Wappen wurde am 7. Oktober 1700 auf ein Ersuchen des damals zur Grafschaft Schwabegg gehörendes Ortes durch Herzog Maximilian Philipp verliehen. Heutiges Wappen:
| | Blasonierung: „Geteilt; oben in Blau zwei goldene Schrägbalken, unten in Silber eine von einem silbernen Wellenbalken durchzogene grüne Hügellandschaft.“ |
| Wappenbegründung: Die Schrägbalken im oberen Teil des Schildes sind dem Wappen der ehemaligen Grafschaft Schwabegg entnommen, jedoch in den Farben Gold – Blau (anstatt Silber – Rot); die grünen Hügel und der silberne Wellenbalken deuten vereinfachend auf die Lage des Marktes Türkheim an der Wertach und auf die voralpine Landschaft hin. Die barocke Fassung des Wappens zeigte im Vordergrund ein Haus und eine Kirche. Das Wappen wurde bereits in der Verleihungsurkunde von 1700 ausdrücklich auch zum Gebrauch im Siegel verliehen, tauchte aber erst in der ersten Hälfte des 19. Jahrhunderts in einer vereinfachten Form auf der Bürgermeistermedaille und dem Dienstsiegel des Marktes auf. Den Wappentwurf besorgte der Schwageggissche Pflegekommissar Valentin von Drexel. | |

### Flagge
Die Flagge des Marktes ist blau-gelb (1:1) gestreift mit aufgelegtem Wappen.

### Partnergemeinde Vaskút
Seit dem 6. Juni 1992 besteht eine Partnerschaft mit der südungarischen Gemeinde Vaskút (gesprochen Waschkut, auf Deutsch: Eisenbrunnen).

## Kultur und Sehenswürdigkeiten

### Baudenkmäler

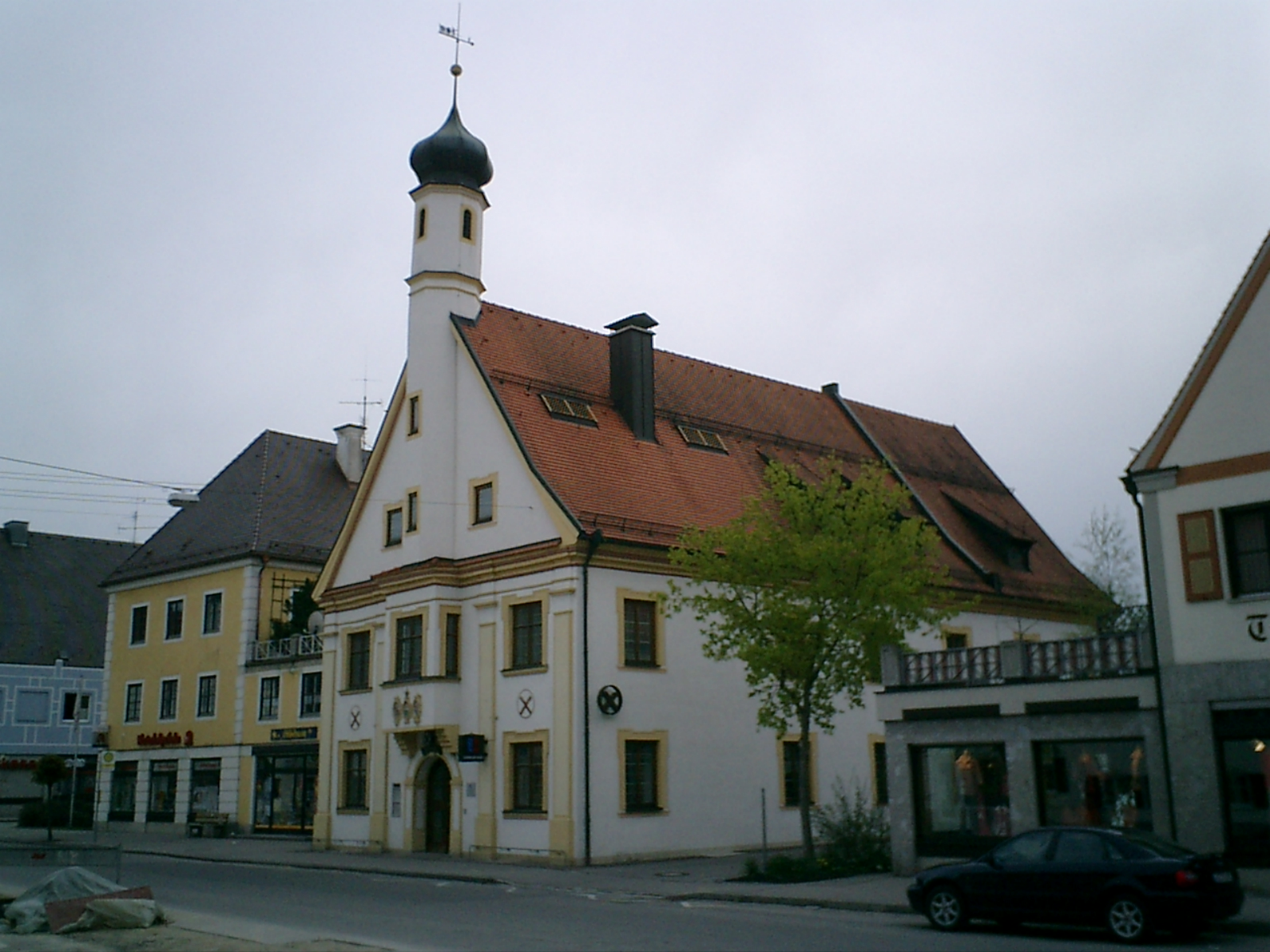
Das Alte Rathaus

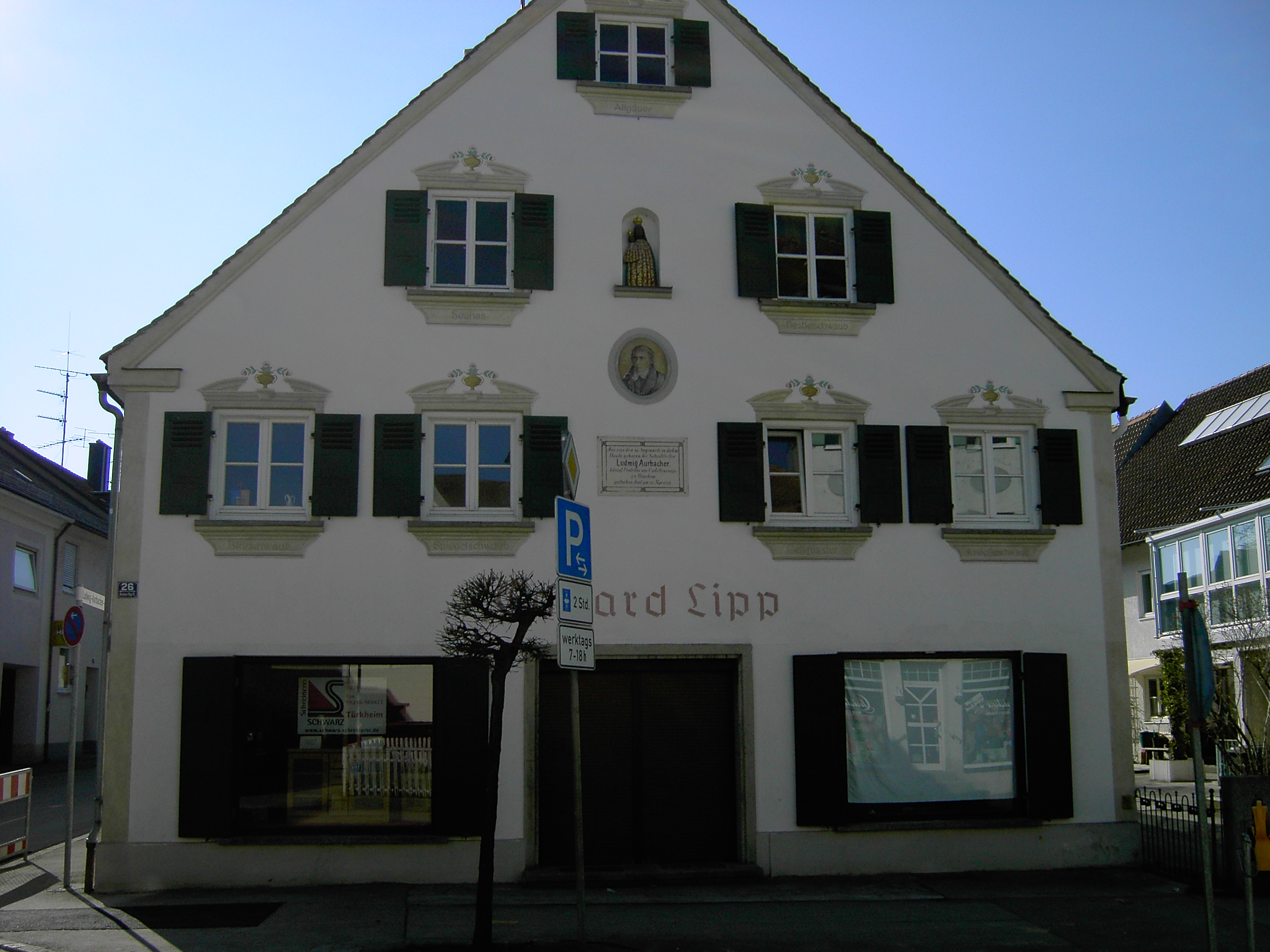
Ludwig Aurbachers Geburtshaus

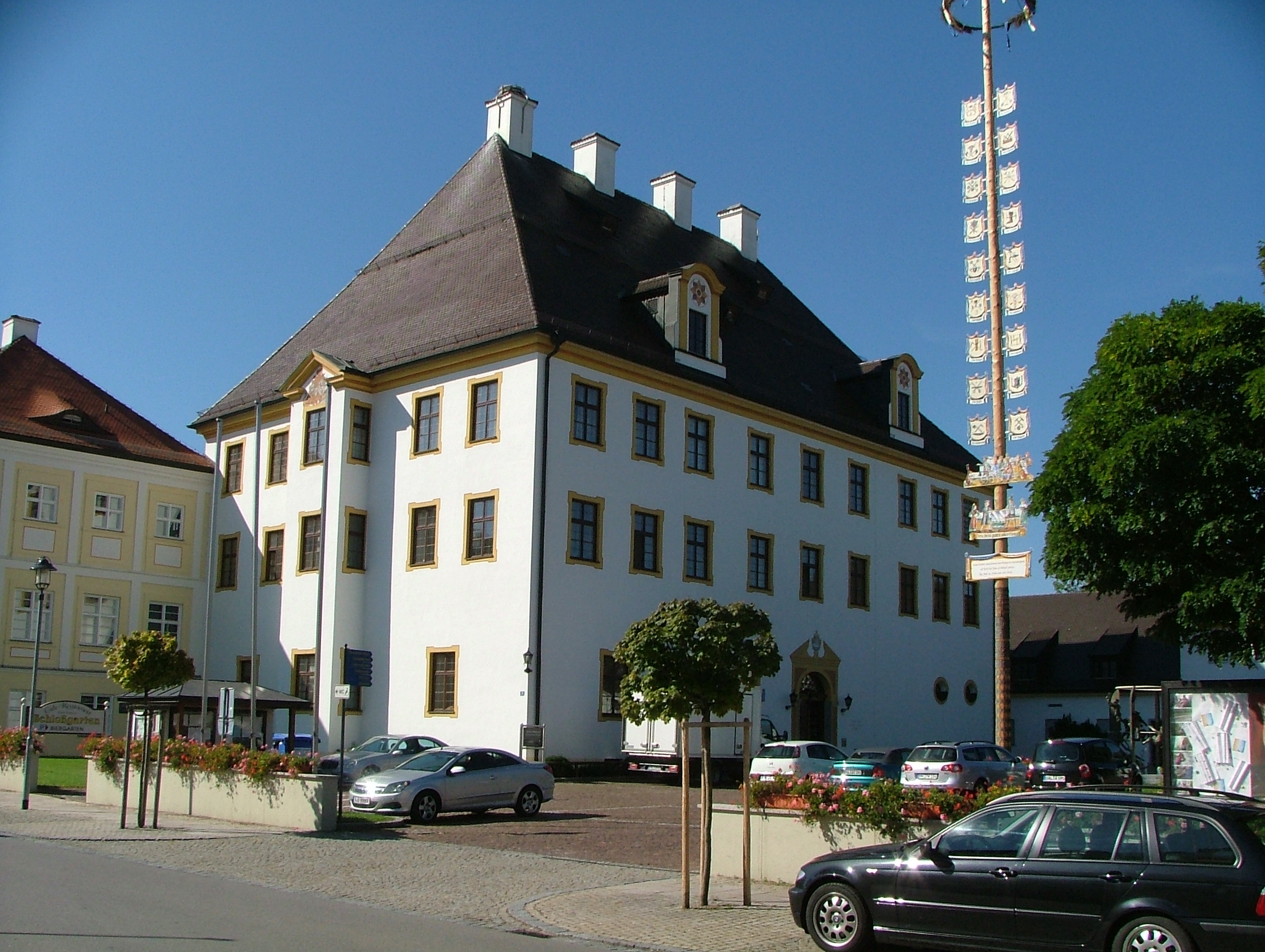
Schloss Türkheim

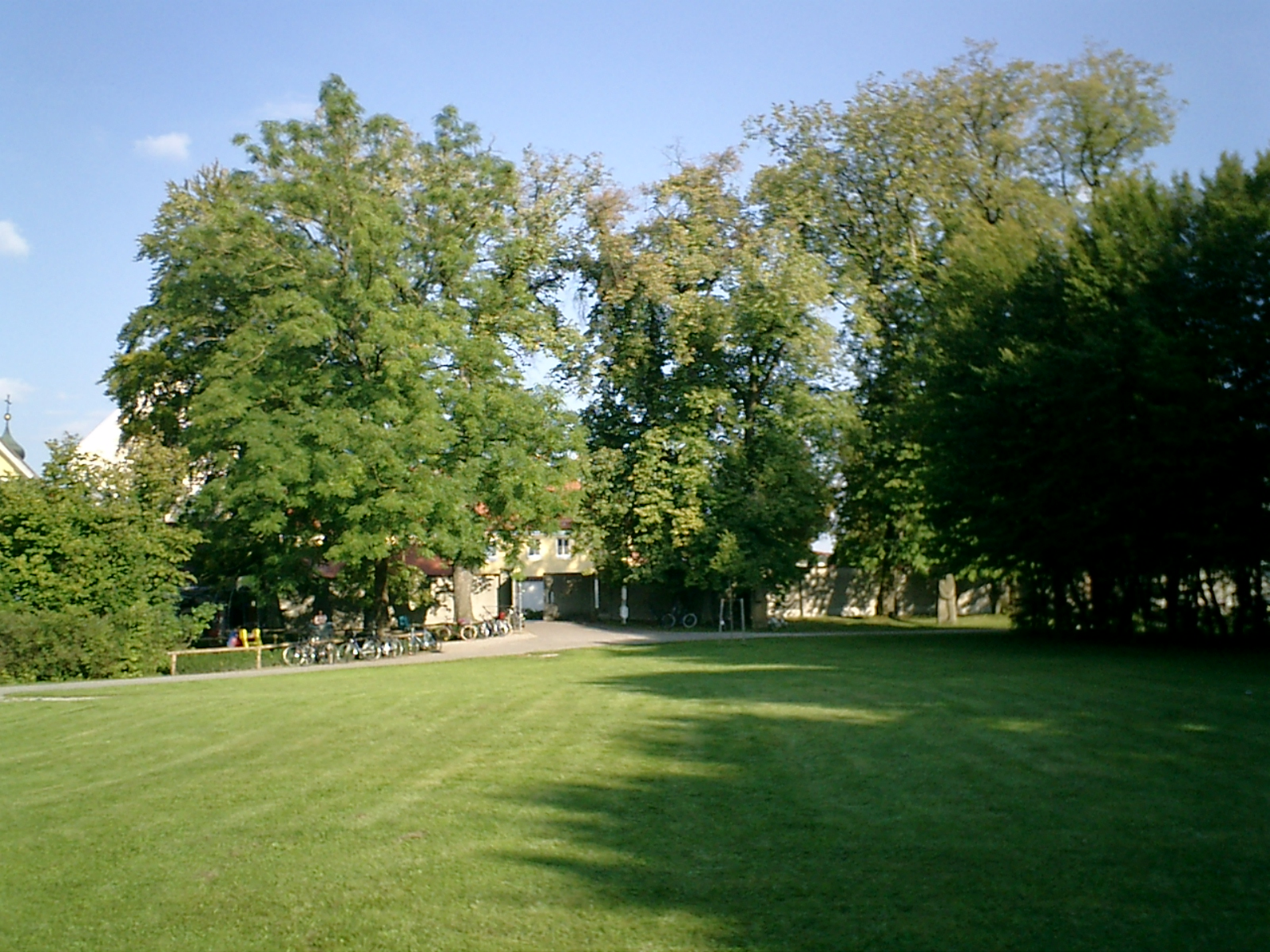
Im Schlossgarten

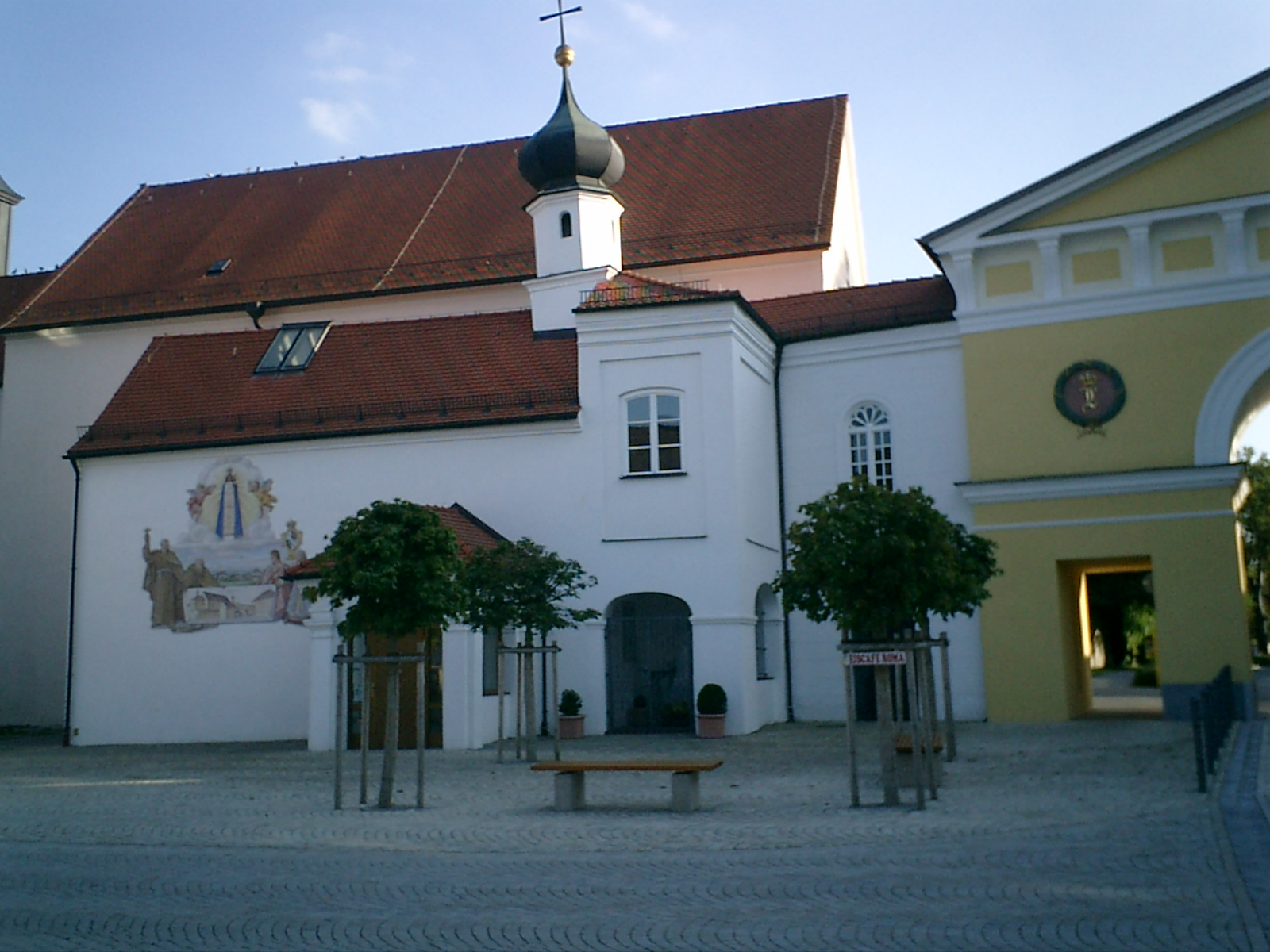
Die Loretokapelle mit Mauritia-Febronia-Platz

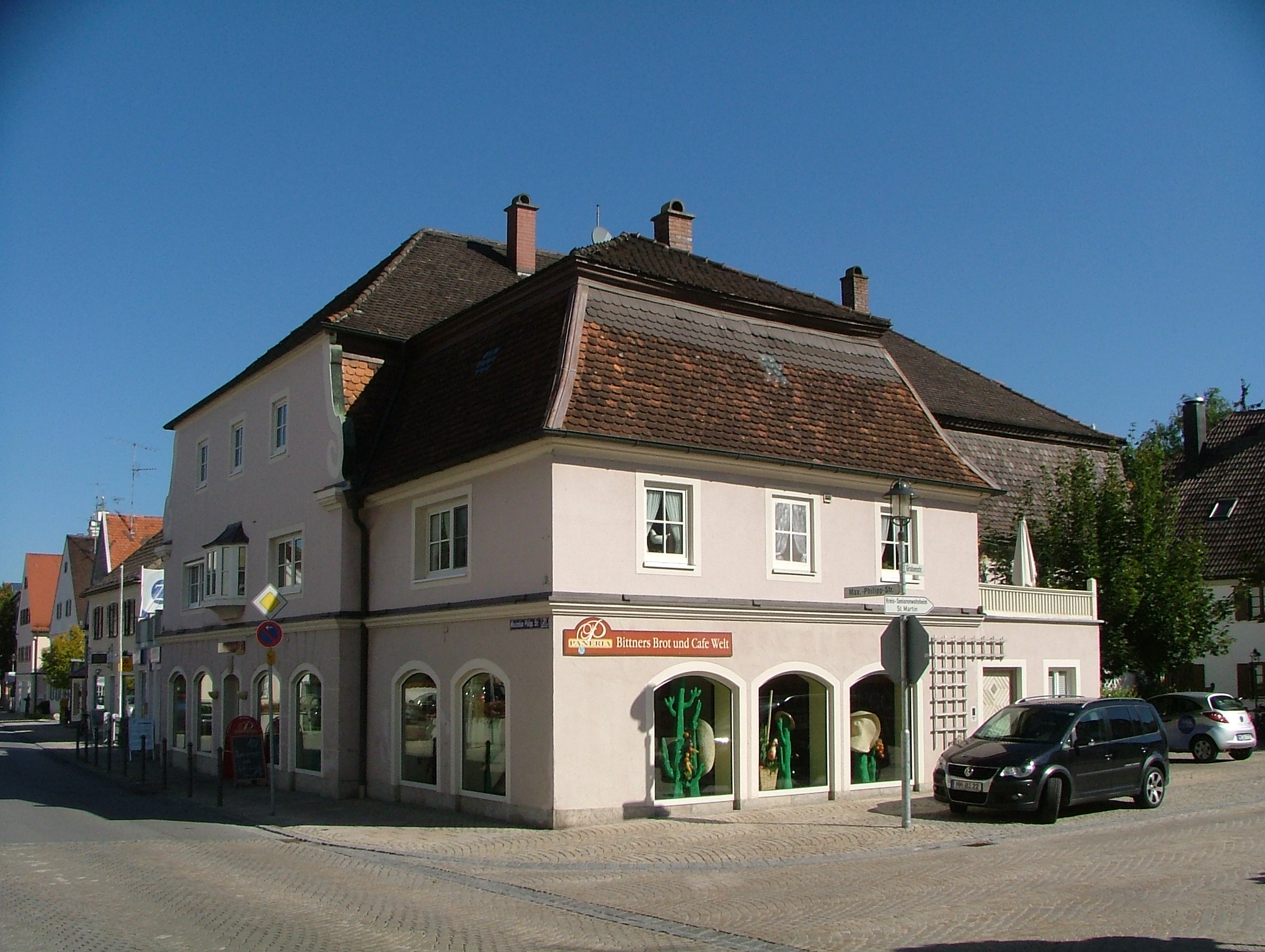
Maximilian-Philipp-Str. aus südlicher Richtung vom Ludwigstor aus

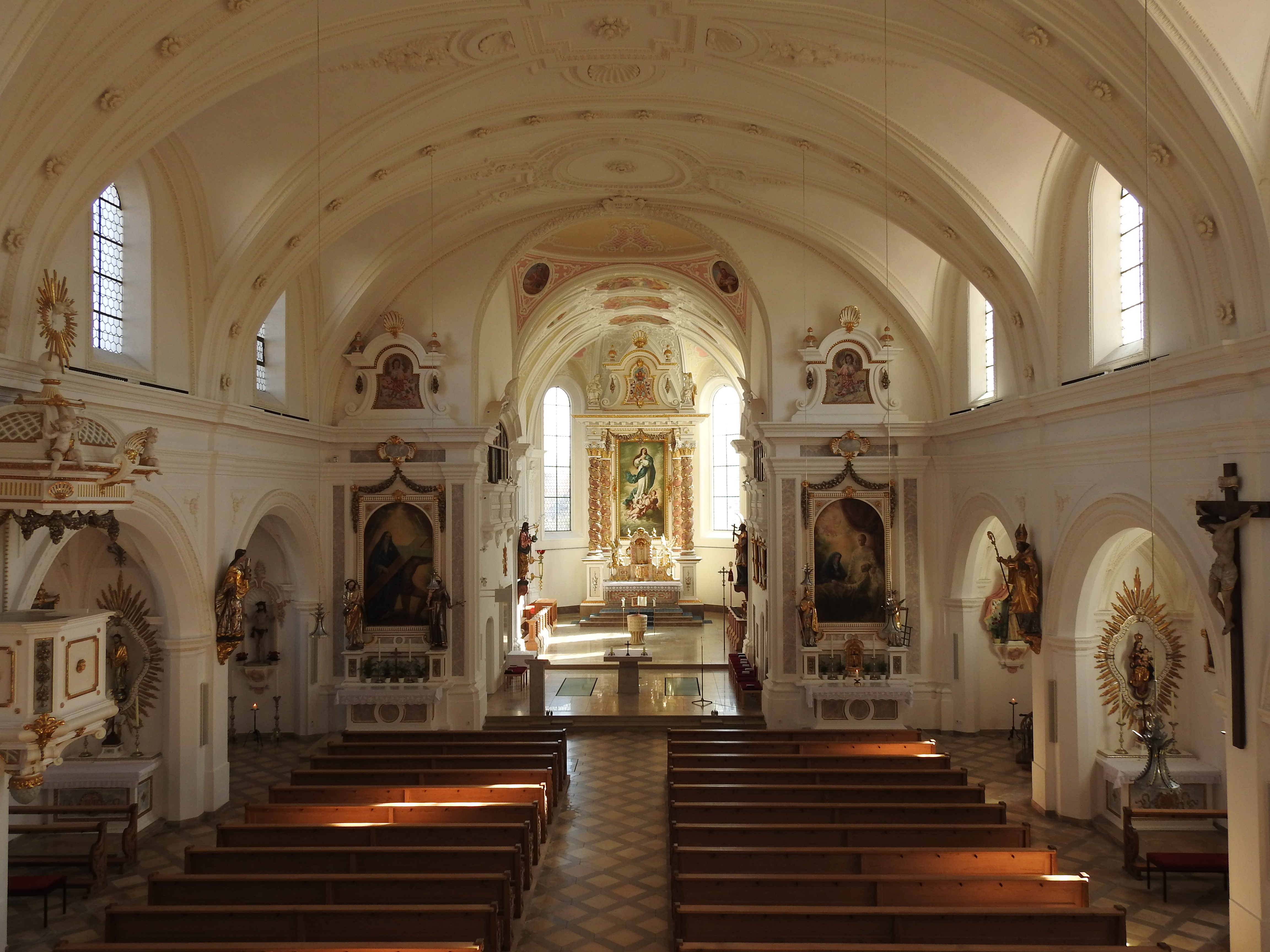
Innenansicht der Pfarrkirche in Türkheim

- Maximilian-Philipp-Straße

In der Hauptstraße im Ortskern befinden sich die meisten kleineren Geschäfte und Gastronomiebetriebe.
- Altes Rathaus

Kurz nach der Markterhebung wurde 1702 das Rathaus erbaut und im 18. und 19. Jahrhundert wiederholt renoviert. 1982 verkaufte es der Markt an die Raiffeisenbank. Die Ostseite ist reich gegliedert, teilweise mit toskanischen Kolossalpilastern. Unter dem Erker befinden sich drei bemalte Reliefwappen von Türkheim (Mitte), Herzog Maximilian Philipp (links) und seiner Gemahlin Mauritia Febronia (rechts). Der Bau hat einen achteckigen Dachreiter mit Zwiebelhaube. Die Wetterfahne zeigt die Sieben Schwaben.
- Aurbacherhaus

In dem im Kern aus dem 18. Jahrhundert stammenden Haus des Türkheimer Nagelschmieds in der Maximilian-Philipp-Straße wurde am 26. August 1784 der Volksschriftsteller Ludwig Aurbacher geboren. Er starb 1847 in München. Sein bekanntestes Werk ist Die Abenteuer der Sieben Schwaben.
- Ludwigstor

Die Loretokapelle wurde mit dem Kleinen Schloss durch einen über die Hauptstraße führenden Gang verbunden. 1829 wurde dieser Gang, anlässlich des Besuchs König Ludwigs I., in einen Triumphbogen umgebaut. Bei seiner Durchfahrt durch den Markt am 30. August 1829 genehmigte Seine Majestät ..., den artigen Bogen für alle Zeiten Ludwigstor nennen zu dürfen.
- Kleines Schloss

Im Jahr 1695 ließ Herzogin Mauritia Febronia durch den Münchner Hofbaumeister Giovanni Antonio Viscardi das Kleine Schloss erbauen und ihre Räume im ersten Stock vom Ettringer Matthäus Stiller stuckieren. 1988 bis 1998 wurde das Kleine Schloss renoviert, es beherbergt jetzt das Schlosscafé. In den historischen Räumen finden alljährlich Kunstausstellungen des Türkheimer Förderkreises statt.
- Großes Schloss

Nach der Zerstörung der westlich von Schwabmünchen gelegenen Burg Schwabegg 1371 wurde Türkheim Hauptort der gleichnamigen Herrschaft. Ein Pfandinhaber dieser Herrschaft, Wolf Dietrich von Knöringen, ließ 1532 bis 1535 das Große Schloss erbauen. Für Herzog Maximilian Philipp und seine Gemahlin Mauritia Febronia, geborene Gräfin von Bouillon, wurde das ruinöse Schloss 1682 bis 1686 umgebaut und ein barocker Schlossgarten angelegt. 1705 starb in diesem Schloss der Herzog, ein Jahr später die Herzogin. Ihre Särge stehen in der Gruft von St. Michael in München. Die Kurfürsten Max Emanuel und Max III. Joseph weilten öfters im Türkheimer Schloss, vor allem zur Jagd. Seine heutige Gestalt erhielt das Schloss 1754–1757 nach Plänen von Francois Cuvilliés d. Ä. und Karl Albert von Lespilliez. Den Umbau leitete der Münchner Hofmaurermeister Leonhard Matthäus Gießl. Von 1797 bis 1969 war dort das herrschaftliche Pflegamt, später das Landgericht und dann das Amtsgericht untergebracht. Seit 1983 beherbergt das Große Schloss das Rathaus und das Heimatmuseum. An der Ostseite befindet sich im Giebelfeld des Erkers das Fresko des Allianzwappens Bayern/Bouillon.
- Sieben-Schwaben-Museum

Im zweiten Obergeschoss des Schlosses befindet sich das Heimatmuseum. Das Sieben-Schwaben-Museum wurde nach dem Zweiten Weltkrieg von Hans Ruf gegründet. Es beherbergt Sammlungen zur Vor-, Früh- und Ortsgeschichte, Trachten und Möbel, schwäbische Landkarten, Originalzeichnungen und Druckgrafik des Barockmalers Johann Georg Bergmüller und den schriftlichen Nachlass des Volksschriftstellers Ludwig Aurbacher.
- Schlossgarten

Im Rahmen der Renovierungsarbeiten des Schlosses unter Herzog Maximilian Philipp wurde der barocke Schlossgarten angelegt. Er ist frei zugänglich.
- KZ-Gedenkstätte

in Türkheim-Bahnhof

### Kirchengebäude und Kapellen
- Kapelle St. Wendelin in Berg
- Josefskapelle in Irsingen
- Pfarrkirche St. Margareta in Irsingen
- Kapuzinerkirche und Kapuzinerkloster Maria Unbefleckte Empfängnis in Türkheim
- Loretokapelle Unsere liebe Frau von Loreto in Türkheim
- Pfarrheim Pater Rupert Mayer in Türkheim
- Pfarrkirche Mariä Himmelfahrt in Türkheim
- Privatkapelle (Schönbrunn)
- Zollhauskapelle St. Peter und Paul in Zollhaus (Unterirsingen)
- Viele Bildstöcke und Flurkreuze.
- Evangelisch-lutherische Heiliggeistkirche
- Mehmet-Akif-Ersoy-Moschee in der Ettringer Straße

### Friedhöfe
Neben den Gemeindefriedhöfen in Amberg, Irsingen, Rammingen, Türkheim und Wiedergeltingen gibt es in Türkheim den Kapuziner-Friedhof und in Türkheim-Bahnhof einen KZ-Friedhof, der an das ehemalige Konzentrationslager (KZ) bei Türkheim erinnert. Das KZ bei Türkheim wurde als Lager Kaufering VI im Oktober 1944 eingerichtet. Südlich des Lagers entstanden Häuser für die Organisation Todt. Im Frühjahr 1945 brach im Lager eine Epidemie aus. Am 27. April befreiten amerikanische Soldaten die Lagerhäftlinge. Verstorbene KZ-Häftlinge wurden auf den 1946 nördlich des Lagers eingerichteten Friedhof umgebettet. 1950 entstand ein Mahnmal. Im Jahr 1997 errichtete der Markt eine Erinnerungstafel.

### Kopie des Grabtuchs von Turin
Die Pfarrei Türkheim ist dank der familiären Verbindung Maximilian Philipps im Besitz einer Kopie des Turiner Grabtuches, von der es weltweit nur etwa 50 Exemplare gibt.

### Gebets- und Pilgerwege
- Jakobusweg in Schwaben
- Fußweg nach Berg

### Naturpark Augsburg-Westliche Wälder
Der Ludwigsberg, der südlichste Berg des Naturparks, ist ein beliebter Ort zum Golfen und für kurze Wanderungen. Beim Bau der Umgehungsstraße wurde hierfür eine Grünbrücke angelegt. Im Winter ist dort ein kleiner Skilift in Betrieb und auf kurzen Loipen wird Skilanglauf betrieben.

### Baden und Radfahren
Neben dem Wertachstausee befinden sich einige Baggerseen, die im Sommer zum Baden geeignet sind. Sehr beliebt bei Radfahrern ist der Radweg westlich entlang der Wertach mit einem schmalen Waldstreifen. Sonst ist die Landschaft sehr landwirtschaftlich geprägt. Das nicht asphaltierte Radwegenetz ist weit verzweigt, in jede Nachbargemeinde führt mindestens ein durchgehend asphaltierter Radweg, der auch zum Inlineskaten geeignet ist.

### Vereinsleben
Etwa 65 Vereine prägen das sportliche und kulturelle Angebot der Gemeinde, welches von gemeindlichen Einrichtungen wie Bücherei, Musikschule und Volkshochschule abgerundet wird. Einigen Vereinen steht die Fundushalle zur Verfügung, die von diesen in Eigenleistung aufgebaut wurde.
Der SV Salamander Türkheim wurde im Jahr 1920 als reiner Fußballverein gegründet, zunächst unter dem Namen SV Türkheim. Erst als die ortsansässige Firma Salamander Industrieprodukte einstieg um die finanzielle Zukunft des Vereins zu sichern, nahm man deren Namen in den Vereinsnamen auf. Im Jahr 1972 wurde die Volleyball-Abteilung gegründet, zu der später die Ski-Abteilung hinzu kam.
Der ESV Türkheim nimmt seit den 1970er Jahren am Spielbetrieb des BEV teil und trägt dabei seine Heimspiele im Sieben Schwaben Stadion Türkheim aus. 1976 gewann er die Bayerische Natureis-Meisterschaft, 2020 die Vizemeisterschaft der Bayerischen-Bezirksliga West und qualifizierten sich damit zugleich für die Playoffs zur Bayerischen Bezirksligameisterschaft. Derzeit gehört der ESV der Eishockey-Bezirksliga Bayern an. Quelle: rodi-db.de

## Wirtschaft und Infrastruktur

### Märkte
Jeden Donnerstag von 15–19 Uhr findet ein Biomarkt an dem Marienbrunnen statt. Im Frühjahr und Herbst finden in Türkheim Krämermärkte auf der Hauptstraße statt; sie zählen zu den größten ihrer Art in Mittelschwaben. Um den 1. Mai findet im Schlossgarten ein Töpfermarkt statt. Mitte August findet einer der größten Flohmärkte in Bayern (ca. 20.000 Besucher) statt.

### Wirtschaft
Türkheim ist ein bedeutender Industriestandort mit Unternehmen im Kunststoffbereich und Baugewerbe. In Türkheim befindet sich der Hauptsitz von Salamander Industrie-Produkte, Finsterwalder Transport & Logistik und der Firma Toni Maurer Fahrzeugbau. Mit der Ausweisung und Erschließung eines großen Gewerbegebietes am nördlichen Ortsrand während der 1970er Jahre und eines neuen Gewerbegebiets am Unterfeld im Ortsteil Irsingen hat Türkheim die Weichen für weitere Firmenansiedelungen gestellt.
Es gab 2014 insgesamt 2498 sozialversicherungspflichtig beschäftigte Arbeitnehmer am Arbeitsort. Sozialversicherungspflichtig beschäftigte Arbeitnehmer mit Wohnort Türkheim gab es insgesamt 2723. Damit gab es 229 mehr Aus- als Einpendler.
2015 gab es in Türkheim 100 Arbeitslose; davon 14 Langzeitarbeitslose.
Die Gemeinde hat im Jahr 2007 versucht, unter dem Motto Sieben-Schwaben-Markt ein eigenes Marketing-Label zu entwickeln. Aufgrund der hohen Ausgaben und der geringen Resonanz dürfte dieses Projekt aber in der Zukunft einer Modifizierung unterliegen. Kritiker finden das Label unpassend und sehen den Begriff Herzoglich Einkaufen unter Hinweis auf die Vergangenheit Türkheims als geeigneter an.

### Landwirtschaft
Im Jahr 2010 gab es 57 landwirtschaftliche Betriebe. 1758 Hektar (55,7 %) der Gemeindefläche unterliegen einer landwirtschaftlichen Nutzung, worunter 763 Hektar Dauergrünland sind. 669 Hektar (21,2 %) der Gemeindefläche sind Wald. Im Vergleich: Die Siedlungsfläche beträgt 555 Hektar (17,6 %).
| Stand 2010 | Halter | Tiere |  | Tiere je Halter |
| ---------- | ------ | ----- |  | --------------- |
| Rinder     | 37     | 2066  |  | 56              |
| Schweine   | 4      | 16    |  | 4               |
| Schafe     | 10     | 952   |  | 95              |
| Pferde     | 13     | 82    |  | 6               |
| Hühner     | 16     |       |  |                 |

### Individualverkehr
- 2015 lag der Kraftfahrzeugbestand bei 5697 Fahrzeugen; darunter 4439 Pkw und 557 Krafträder.
- 2014 wurden 41 Verkehrsunfälle registriert; davon 29 mit Personenschaden. Von diesen Unfällen geschahen 14 innerhalb geschlossener Ortschaften. Die Anzahl an verletzten Personen betrug 44.[9] Diese Zahlen liegen unter dem Durchschnitt der vorangehenden Jahren.
- Anbindung an die Autobahn

Seit dem 11. November 2002 ist die Bundesautobahn 96 bis in die Landeshauptstadt München durchgehend vierspurig zu befahren, seit 2009 auch bis zur österreichischen Grenze bei Lindau. Der Ortskern von Türkheim ist weniger als drei Kilometer von der Autobahnanschlussstelle Bad Wörishofen entfernt.
- Umgehungsstraße

Am 28. Juli 2003 konnte der zweite Abschnitt der 6,3 Millionen Euro teuren Umgehungsstraße eingeweiht werden. Sie führt parallel zur Hauptstraße im Westen an Türkheim vorbei, so dass der Schwerlastverkehr, der von der Autobahn kommt, den Ort nicht berühren muss.
- Nächste Flughäfen
  - Regional: Flughafen Memmingen (FMM), ca. 35 km westlich gelegen
  - International: München (MUC)

### Öffentlicher Verkehr
Türkheim (Bay) Bahnhof liegt an der Bahnstrecke Buchloe–Memmingen, die Teil der elektrifizierten Verbindung von München nach Lindau, Bregenz und Zürich ist. Türkheim hat im Schienenpersonenverkehr direkte Verbindungen nach München, Lindau und Augsburg; letztere befahren auch die abzweigende Bahnstrecke Türkheim–Bad Wörishofen. Die Bahnstrecke Gessertshausen–Türkheim führte von Gessertshausen über die Stauden nach Türkheim, wird ausgehend von Türkheim jedoch nur noch bis Ettringen im Güterverkehr genutzt. Bis zur Einstellung des Personenverkehrs hatte Türkheim an dieser Strecke einen weiteren Bahnhof, Türkheim (Bay) Markt.
Überregionale Omnibuslinien
- Augsburg – Türkheim – Bad Wörishofen – Kaufbeuren
- Buchloe – Wiedergeltingen – Amberg – Türkheim – Mindelheim
- Bad Wörishofen – Türkheim – Markt Wald

### Schulen und Kindertageseinrichtungen

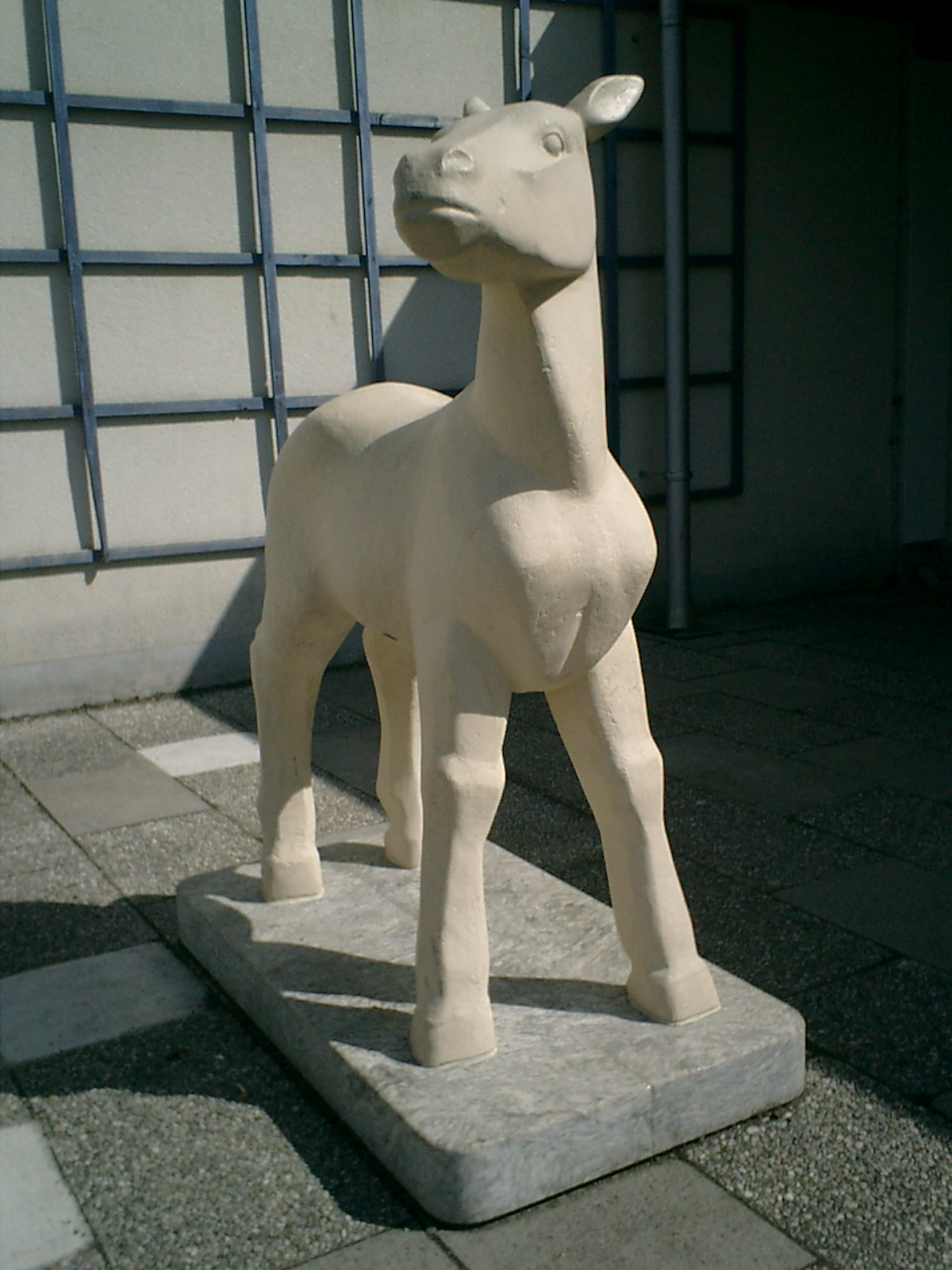
Der Esel, ehemaliger Standort vor der Mittelschule

Die Geschichte der Schulen in Türkheim beginnt im 15. Jahrhundert. Die Dominikanerinnen des Klosters Wörishofen kauften 1859 das ehemalige Jagdschloss und übernahmen dort den Unterricht für die Mädchen. Heute ist dieses Gebäude Zentrum der Grundschulanlage und beherbergt Verwaltung und Lehrerzimmer.
Im Jahre 1904 bauten die Nonnen ein zweites Schulhaus am Tiroler Weg. Im Jahre 1957 zog die Knabenschule nach vielen Stationen in ein neues Gebäude an der Oberjägerstraße. Seit der Schulreform 1969 ist die Grundschule am Tiroler Weg angesiedelt, die Hauptschule in der Oberjägerstraße. An die Grundschule wurde mittlerweile zweimal angebaut, die erste Erweiterung mit Turnhalle wurde 1986, die zweite 1997 eingeweiht.
Gegenwärtig werden in der Grundschule 263 Schüler unterrichtet. In der Grundschule Rammingen, die der Türkheimer Schule angegliedert ist, sind es rund 60 Kinder. An der Grundschule bestehen Arbeitsgruppen wie die Schulspielgruppe oder der Chor.
- Kindergärten: In vier Kindertagesstätten (Stand 2015) gibt es 304 Betreuungsplätze unter 40 Betreuern[9]
- Kinderkrippe: 45 Krippenplätze in zwei Kindertagesstätten (Stand 2013)
- Kinderhort: 35 Hortplätze im Kindergarten St. Josef (Stand 2013)
- Volksschule: Grund- und Mittelschule mit 40 Lehrern und 503 Schülern (Stand 2015)[9]; die Mittelschule hat einen ausgebauten M-Zug
- Gymnasium:

1972 wurde das staatliche mathematisch-neusprachliche Joseph-Bernhart-Gymnasium eröffnet. Bis 1975 wurde in Räumen der Hauptschule unterrichtet. Dann erfolgte der Umzug in das neue Gebäude. 1980 wurde ein Erweiterungsbau errichtet, 1981 die Kollegstufe eingeführt; die ersten Abiturienten verließen daraufhin das Gymnasium. Im Oktober 1997 wurde ein weiterer Anbau eingeweiht, der eine Astronomiekuppel enthält. Im September 2005 wurde der dritte Anbau im Süden der Schule eröffnet, der Platz für weitere vier Klassen bietet. 2013–2016 wurde das Schulgebäude umfassend saniert. Derzeit gibt es einen naturwissenschaftlich-technologischen, einen sprachlichen und einen wirtschaftswissenschaftlichen Zweig.
2015 gab es dort 745 Schüler, von denen 386 männlich sind. Diese wurden von 56 Lehrkräften betreut.
- Gemeindebücherei

1904 wurde eine katholische Volksbibliothek gegründet. Eigentümer war der katholische Presseverein Türkheim. 1908 stellte A. Noder das Gesuch an die Gemeinde, eine öffentliche Bibliothek einzurichten. Spätestens seit 1912 war die Bücherei in der Knabenschule und seit 1981 ist sie in einem Nebengebäude des Schlosses untergebracht.
- Volkshochschule: Seit dem Sommer 2011 wird die VHS vom „Siebenschwabenhaus e.V“. betreut.[21]

### Sportanlagen und Sportvereine
Die meisten Sportstätten liegen im Sportzentrum in den Wertachauen.
- Das Freibad beinhaltet ein 50-m-Schwimmerbecken, ein 30-m-Nichtschwimmerbecken mit Wasserrutsche sowie ein Kinderplantschbecken. Eine 8000 m² Liegewiese mit Spielplatz und zwei Beach-Volleyball-Felder runden das Angebot ab.
- Der Golfplatz des  befindet sich auf dem Ludwigsberg und besitzt einen 18-Loch-Meisterschaftsplatz und einen Neun-Loch-Kurzplatz.
- Eisstadion
- Reitsportanlage
- Skateranlage und Streetballplatz
- Die Tennisanlage umfasst fünf Freiplätze, eine Tennishalle und ein Clubheim.
- Wertach-Fußballstadion
- 4 Turnhallen[22]

## Persönlichkeiten

### Träger des Ehrenrings
- Margarete Axmann, Rektorin
- Johann Bleyer, Zimmermeister
- Anton Schäffler, Altbürgermeister
- Anton Steinert, Altbürgermeister

### Söhne und Töchter der Gemeinde
- Samuel Edel (1593–1652), lutherischer Theologe
- Herzog Maximilian Philipp (1638–1705)
- Johann Georg Bergmüller (1688–1762), Maler und Bildhauer
- Dominikus Bergmüller (1707–1773), Kunsthandwerker
- Josef Anton Hafner (1709–1756), Maler
- Johann Andreas Bergmüller (vor 1714 – nach 1738), Maler
- Franz Joseph Bergmüller (1733–1796), Kunstschreiner
- Johann Bergmüller (1738–1792), Kunsthandwerker
- Ludwig Aurbacher (1784–1847), Schriftsteller (Die Sieben Schwaben)
- Thomas Specht (1847–1918), römisch-katholischer Priester
- Alfred Drexel (1900–1934), Bergsteiger
- Georg Pettendorfer (1858–1945), Fotograf
- Viktor Bauer (1885–1977), Politiker (NSDAP)
- Josef Singer (1888–1980), Politiker
- Hermann Dolp (1889–1944), SS-Obersturmbannführer, Kommandant in Konzentrationslagern
- Hilda Sandtner (1919–2006), Textil- und Glaskünstlerin, Hochschullehrerin
- Luitpold Schuhwerk (1922–2005), Heimatdichter
- Dorothea Henzler (* 1948), Kultusministerin Hessens (FDP)
- Alois Epple (* 1950), Lehrer und Heimatkundler